# Monroeville (Alabama)
Monroeville es una ciudad ubicada en el condado de Monroe en el estado estadounidense de Alabama. En el censo de 2000 su población era de 6862.

## Demografía
En el 2000 la renta per cápita promedia del hogar era de $28.229 y el ingreso promedio para una familia era de $36.476. El ingreso per cápita para la localidad era de $17.070. Los hombres tenían un ingreso per cápita de $35.600 contra $20.184 para las mujeres.

## Geografía
Monroeville se encuentra ubicada en las coordenadas 31°31′5″N 87°19′39″O / 31.51806, -87.32750 (31.518075, -87.327543).
Según la Oficina del Censo de los EE. UU., la ciudad tiene un área total de 13,06 millas cuadradas (33,82 km²).

## Hijos célebres
- Harper Lee, escritora, autora de Matar a un ruiseñor, inspirada en una historia que transcurrió en su pueblo.
- Truman Capote, escritor, vivió parte de su infancia en este pueblo, llegando a conocer a Harper Lee.